# Jean-Joseph Benoid
Jean Joseph Benoid est un homme politique français né le 10 février 1762 à Allanche (Cantal) et mort le 22 décembre 1844 à Murat (Cantal).

## Biographie
Homme de loi, il est accusateur public au tribunal et député du Cantal de 1791 à 1792. Il est commissaire au tribunal civil de Murat en 1800, puis président du tribunal de première instance de Murat de 1816 à 1833.

## Sources
- « Jean-Joseph Benoid », dans Adolphe Robert et Gaston Cougny, Dictionnaire des parlementaires français, Edgar Bourloton, 1889-1891 [détail de l’édition]